# Час (телепрограма)
«Час» (рос. Время) — радянська та російська телевізійна програма новин. Виходить в ефір з 1968 р. Вперше вийшла в ефір 1 січня 1968 року. Музичним супроводом була мелодія «Час, Вперед!» (1965 р.). Замінила в ефірі програми Головної редакції інформації і пропаганди Держтелерадіо СРСР «Телевізійні новини» і щотижневий огляд «Естафета новин»
. Мала кореспондентські бюро у більш ніж 40 країнах світу. У 1995—1996 рр. належала до Державної телекомпанії «Останкіно», з 1996 р. до ВАТ «Перший канал» (1996—2002 рр. — ЗАТ, потім ВАТ «Суспільне Російське Телебачення»). До 13 травня 1991 р. виходила по Першій і Другій програмах Центрального Телебачення СРСР, по програмах республіканських Держтелерадіо, а також в Болгарії. Того ж року програма була закрита — відновлена знову у 1995 р.